# Olympische Winterspiele 2018/Teilnehmer (Polen)
| Gelbes Symbol für Goldmedaillen mit stilisierten Olympischen Ringen | Graues Symbol für Silbermedaillen mit stilisierten Olympischen Ringen | Braundes Symbol für Bronzemedaillen mit stilisierten Olympischen Ringen |
| ------------------------------------------------------------------- | --------------------------------------------------------------------- | ----------------------------------------------------------------------- |
| 1                                                                   | —                                                                     | 1                                                                       |

Polen nahm an den Olympischen Winterspielen 2018 in Pyeongchang mit 62 Athleten in elf Disziplinen teil, davon 37 Männer und 25 Frauen. Fahnenträger bei der Eröffnungsfeier war Zbigniew Bródka.
Die polnischen Athleten gewannen zwei Medaillen: Kamil Stoch wurde auf der Großschanze im Skispringen Olympiasieger, im Mannschaftswettbewerb sicherten sich Stoch, Maciej Kot, Stefan Hula und Dawid Kubacki Bronze. Im Medaillenspiegel rangierte Polen damit auf Rang 20.

## Teilnehmer nach Sportarten

### Biathlon
| Athleten                                                            | Wettbewerbe                   | Zeit        | Fehler         | Rang |
| ------------------------------------------------------------------- | ----------------------------- | ----------- | -------------- | ---- |
| Frauen                                                              |                               |             |                |      |
| Magdalena Gwizdoń                                                   | 7,5 km Sprint                 | 23:35,7 min | 3 (0+3)        | 56   |
| Magdalena Gwizdoń                                                   | 10 km Verfolgung              | 36:07,0 min | 5 (1+2+2+0)    | 49   |
| Magdalena Gwizdoń                                                   | 15 km Einzel                  | 51:49,7 min | 8 (1+2+3+2)    | 83   |
| Krystyna Guzik                                                      | 7,5 km Sprint                 | 22:43,3 min | 1 (1+0)        | 28   |
| Krystyna Guzik                                                      | 10 km Verfolgung              | 34:24,3 min | 4 (1+1+1+1)    | 36   |
| Krystyna Guzik                                                      | 15 km Einzel                  | 46:49,5 min | 4 (1+0+2+1)    | 52   |
| Monika Hojnisz                                                      | 7,5 km Sprint                 | 23:20,6 min | 3 (1+2)        | 45   |
| Monika Hojnisz                                                      | 10 km Verfolgung              | 35:05,6 min | 4 (1+1+2+0)    | 43   |
| Monika Hojnisz                                                      | 12,5 km Massenstart           | 36:59,2 min | 0 (0+0+0+0)    | 15   |
| Monika Hojnisz                                                      | 15 km Einzel                  | 43:02,0 min | 1 (0+1+0+0)    | 6    |
| Weronika Nowakowska                                                 | 7,5 km Sprint                 | 23:03,2 min | 2 (1+1)        | 34   |
| Weronika Nowakowska                                                 | 10 km Verfolgung              | 33:46,2 min | 2 (0+1+1+0)    | 30   |
| Weronika Nowakowska                                                 | 15 km Einzel                  | 44:34,6 min | 2 (0+0+0+2)    | 21   |
| Krystyna Guzik Magdalena Gwizdoń Monika Hojnisz Weronika Nowakowska | 4 × 6 km Staffel              | 1:12:47,0 h | 1+14 (1+7 0+7) | 7    |
| Männer                                                              |                               |             |                |      |
| Grzegorz Guzik                                                      | 10 km Sprint                  | 25:52,2 min | 2 (0+2)        | 59   |
| Grzegorz Guzik                                                      | 12,5 km Verfolgung            | 39:07,3 min | 6 (2+1+2+1)    | 56   |
| Grzegorz Guzik                                                      | 20 km Einzel                  | 51:51,8 min | 2 (0+0+1+1)    | 33   |
| Andrzej Nędza-Kubiniec                                              | 10 km Sprint                  | 25:59,2 min | 2 (2+0)        | 67   |
| Andrzej Nędza-Kubiniec                                              | 20 km Einzel                  | 55:39,9 min | 5 (2+1+1+1)    | 79   |
| Mixed                                                               |                               |             |                |      |
| Grzegorz Guzik Andrzej Nędza-Kubiniec Magdalena Gwizdoń Kamila Żuk  | 2 × 6 km + 2 × 7,5 km Staffel | 1:12:17,9 h | 0+8 (0+4 0+4)  | 16   |

### Bob
| Athleten                                                        | Wettbewerb | Lauf 1  | Lauf 1 | Lauf 2  | Lauf 2 | Lauf 3  | Lauf 3 | Lauf 4        | Lauf 4        | Gesamt      | Gesamt |
| Athleten                                                        | Wettbewerb | Zeit    | Rang   | Zeit    | Rang   | Zeit    | Rang   | Zeit          | Rang          | Zeit        | Rang   |
| --------------------------------------------------------------- | ---------- | ------- | ------ | ------- | ------ | ------- | ------ | ------------- | ------------- | ----------- | ------ |
| Männer                                                          |            |         |        |         |        |         |        |               |               |             |        |
| Mateusz Luty Krzysztof Tylkowski                                | Zweierbob  | 49,87 s | 21     | 50,10 s | 23     | 49,92 s | 24     | ausgeschieden | ausgeschieden | 2:29,89 min | 24     |
| Mateusz Luty Grzegorz Kossakowski Łukasz Miedzik Arnold Zdebiak | Viererbob  | 49,04 s | 7      | 49,59 s | 18     | 49,46 s | 12     | 49,80 s       | 17            | 3:17,89 min | 13     |

### Eiskunstlauf
| Athleten                          | Wettbewerbe | Kurzprogramm/-tanz | Kurzprogramm/-tanz | Kür/Kürtanz | Kür/Kürtanz | Gesamt | Gesamt |
| Athleten                          | Wettbewerbe | Punkte             | Rang               | Punkte      | Rang        | Punkte | Rang   |
| --------------------------------- | ----------- | ------------------ | ------------------ | ----------- | ----------- | ------ | ------ |
| Mixed                             |             |                    |                    |             |             |        |        |
| Natalia Kaliszek Maksym Spodyriev | Eistanz     | 66,06              | 14                 | 95,29       | 15          | 161,35 | 14     |

### Eisschnelllauf
| Frauen                   |        |              |    |
| Katarzyna Bachleda-Curuś | 1500 m | 1:58,53 min  | 13 |
| Katarzyna Bachleda-Curuś | 3000 m | 4:12,57 min  | 17 |
| Karolina Bosiek          | 1000 m | 1:18,53 min  | 29 |
| Karolina Bosiek          | 3000 m | 4:12,44 min  | 16 |
| Natalia Czerwonka        | 1000 m | 1:15,77 min  | 12 |
| Natalia Czerwonka        | 1500 m | 1:57,85 min  | 9  |
| Luiza Złotkowska         | 1500 m | 1:58,99 min  | 17 |
| Luiza Złotkowska         | 3000 m | 4:09,69      | 14 |
| Kaja Ziomek              | 500 m  | 39,26 s      | 25 |
| Männer                   |        |              |    |
| Zbigniew Bródka          | 1500 m | 1:46,31 min  | 12 |
| Sebastian Kłosiński      | 1000 m | 1:09,59 min  | 17 |
| Piotr Michalski          | 500 m  | 35,64 s      | 33 |
| Piotr Michalski          | 1000 m | 1:10,17 min  | 31 |
| Konrad Niedźwiedzki      | 1000 m | 1:10,026 min | 23 |
| Konrad Niedźwiedzki      | 1500 m | 1:47,07 min  | 20 |
| Artur Nogal              | 500 m  | 58,71 s      | 36 |
| Jan Szymański            | 1500 m | 1:46,48 min  | 16 |
| Artur Waś                | 500 m  | 35,02 s      | 13 |
| Adrian Wielgat           | 5000 m | 6:31,71 min  | 22 |

| Athleten            | Wettbewerbe | Halbfinale | Halbfinale | Finale        | Finale        | Rang |
| Athleten            | Wettbewerbe | Punkte     | Rang       | Punkte        | Rang          | Rang |
| ------------------- | ----------- | ---------- | ---------- | ------------- | ------------- | ---- |
| Frauen              |             |            |            |               |               |      |
| Magdalena Czyszczoń | Massenstart | 0          | 11         | ausgeschieden | ausgeschieden | 22   |
| Luiza Złotkowska    | Massenstart | 3          | 8          | 1             | 9             | 9    |
| Männer              |             |            |            |               |               |      |
| Konrad Niedźwiedzki | Massenstart | 1          | 10         | ausgeschieden | ausgeschieden | 19   |

| Athleten                                                                    | Wettbewerbe    | Viertelfinale      | Viertelfinale | Halbfinale    | Halbfinale    | D-Finale | D-Finale    | Rang |
| Athleten                                                                    | Wettbewerbe    | Gegner             | Zeit          | Gegner        | Zeit          | Gegner   | Zeit        | Rang |
| --------------------------------------------------------------------------- | -------------- | ------------------ | ------------- | ------------- | ------------- | -------- | ----------- | ---- |
| Frauen                                                                      |                |                    |               |               |               |          |             |      |
| Katarzyna Bachleda-Curuś Karolina Bosiek Natalia Czerwonka Luiza Złotkowska | Teamverfolgung | Vereinigte Staaten | 3:04,80 min   | ausgeschieden | ausgeschieden | Südkorea | 3:03,11 min | 7    |

### Nordische Kombination
| Athleten                                                      | Wettbewerb                        | Skispringen | Skispringen | Skispringen | Langlauf    | Langlauf | Rang |
| Athleten                                                      | Wettbewerb                        | Weite       | Punkte      | Rang        | Zeit        | Rang     | Rang |
| ------------------------------------------------------------- | --------------------------------- | ----------- | ----------- | ----------- | ----------- | -------- | ---- |
| Männer                                                        |                                   |             |             |             |             |          |      |
| Adam Cieślar                                                  | Gundersen-Wettkampf Normalschanze | 81,0 m      | 68,7        | 44          | 29:38,7 min | 42       | 42   |
| Adam Cieślar                                                  | Gundersen-Wettkampf Großschanze   | 119,0 m     | 89,8        | 33          | 24:07,4 min | 21       | 33   |
| Szczepan Kupczak                                              | Gundersen-Wettkampf Normalschanze | 97,0 m      | 96,8        | 21          | 29:02,6 min | 39       | 39   |
| Szczepan Kupczak                                              | Gundersen-Wettkampf Großschanze   | 129,0 m     | 122,1       | 12          | 25:34,3 min | 42       | 25   |
| Wojciech Marusarz                                             | Gundersen-Wettkampf Normalschanze | 79,5 m      | 61,3        | 45          | 31:27,5 min | 47       | 47   |
| Wojciech Marusarz                                             | Gundersen-Wettkampf Großschanze   | 114,0 m     | 82,3        | 39          | DNF         | DNF      | DNF  |
| Paweł Słowiok                                                 | Gundersen-Wettkampf Normalschanze | 92,5 m      | 88,3        | 32          | 27:26,6 min | 22       | 22   |
| Paweł Słowiok                                                 | Gundersen-Wettkampf Großschanze   | 119,5 m     | 93,2        | 32          | 24:13,3 min | 25       | 29   |
| Adam Cieślar Szczepan Kupczak Wojciech Marusarz Paweł Słowiok | Teamwettkampf                     | 472,5 m     | 337,2       | 8           | 48:28,8 min | 10       | 9    |

### Rennrodeln
| Athlet                                                               | Wettbewerb   | Lauf 1       | Lauf 1 | Lauf 2   | Lauf 2 | Lauf 3   | Lauf 3 | Lauf 4        | Lauf 4        | Gesamt       | Gesamt |
| Athlet                                                               | Wettbewerb   | Zeit         | Rang   | Zeit     | Rang   | Zeit     | Rang   | Zeit          | Rang          | Zeit         | Rang   |
| -------------------------------------------------------------------- | ------------ | ------------ | ------ | -------- | ------ | -------- | ------ | ------------- | ------------- | ------------ | ------ |
| Männer                                                               |              |              |        |          |        |          |        |               |               |              |        |
| Maciej Kurowski                                                      | Einsitzer    | 48,103 s     | 18     | 48,467 s | 24     | 48,158 s | 22     | 47,885 s      | 16            | 3:12,613 min | 19     |
| Mateusz Sochowicz                                                    | Einsitzer    | 49,047 s     | 26     | 48,203 s | 19     | 48,930 s | 31     | ausgeschieden | ausgeschieden | 2:26,180 min | 27     |
| Wojciech Chmielewski Jakub Kowalewski                                | Doppelsitzer | 46,609 s     | 13     | 46,478 s | 14     | –        | –      | –             | –             | 1:33,087 min | 12     |
| Frauen                                                               |              |              |        |          |        |          |        |               |               |              |        |
| Ewa Kuls-Kusyk                                                       | Einsitzer    | 47,037 s     | 20     | 46,933 s | 22     | 47,212 s | 19     | ausgeschieden | ausgeschieden | 2:21,182 min | 20     |
| Natalia Wojtuściszyn                                                 | Einsitzer    | 49,133 s     | 29     | 46,736 s | 17     | 47,290 s | 17     | ausgeschieden | ausgeschieden | 2:23,159 min | 25     |
| Mixed                                                                |              |              |        |          |        |          |        |               |               |              |        |
| Ewa Kuls-Kusyk Maciej Kurowski Wojciech Chmielewski Jakub Kowalewski | Teamstaffel  | 2:26,413 min | 8      | –        | –      | –        | –      | –             | –             | 2:26,413 min | 8      |

### Shorttrack
| Athlet               | Wettbewerb | Vorlauf      | Vorlauf | Viertelfinale | Viertelfinale | Halbfinale    | Halbfinale    | Finale        | Finale        | Rang |
| Athlet               | Wettbewerb | Zeit         | Rang    | Zeit          | Rang          | Zeit          | Rang          | Zeit          | Rang          | Rang |
| -------------------- | ---------- | ------------ | ------- | ------------- | ------------- | ------------- | ------------- | ------------- | ------------- | ---- |
| Frauen               |            |              |         |               |               |               |               |               |               |      |
| Natalia Maliszewska  | 500 m      | 43,725 s     | 2       | 43,384 s      | 3             | ausgeschieden | ausgeschieden | ausgeschieden | ausgeschieden | 11   |
| Magdalena Warakomska | 500 m      | 44,311 s     | 4       | ausgeschieden | ausgeschieden | ausgeschieden | ausgeschieden | ausgeschieden | ausgeschieden | 28   |
| Magdalena Warakomska | 1000 m     | 1:31,259 min | 2       | 1:31,698 min  | 3             | ausgeschieden | ausgeschieden | ausgeschieden | ausgeschieden | 12   |
| Magdalena Warakomska | 1500 m     | 2:23,693 min | 4       | –             | –             | ausgeschieden | ausgeschieden | ausgeschieden | ausgeschieden | 20   |
| Männer               |            |              |         |               |               |               |               |               |               |      |
| Bartosz Konopko      | 500 m      | 41,039 s     | 2       | 1:10,996 min  | 5             | ausgeschieden | ausgeschieden | ausgeschieden | ausgeschieden | 17   |

### Ski Alpin
| Athleten                | Wettbewerbe  | 1. Lauf     | 1. Lauf | 2. Lauf     | 2. Lauf | Gesamt        | Gesamt        |
| Athleten                | Wettbewerbe  | Zeit        | Rang    | Zeit        | Rang    | Zeit          | Rang          |
| ----------------------- | ------------ | ----------- | ------- | ----------- | ------- | ------------- | ------------- |
| Frauen                  |              |             |         |             |         |               |               |
| Maryna Gąsienica-Daniel | Abfahrt      | –           | –       | –           | –       | 1:43,30 min   | 24            |
| Maryna Gąsienica-Daniel | Super-G      | –           | –       | –           | –       | 1:23,21 min   | 26            |
| Maryna Gąsienica-Daniel | Riesenslalom | 1:13,89 min | 24      | 1:11,80 min | 28      | 2:25,69 min   | 27            |
| Maryna Gąsienica-Daniel | Kombination  | 1:44,35 min | 19      | 42,84 s     | 13      | 2:27,19 min   | 16            |
| Männer                  |              |             |         |             |         |               |               |
| Michał Jasiczek         | Slalom       | 51,64 s     | 30      | DNF         | DNF     | ausgeschieden | ausgeschieden |
| Michał Kłusak           | Abfahrt      | –           | –       | –           | –       | 1:45,42 min   | 42            |
| Michał Kłusak           | Super-G      | –           | –       | –           | –       | DNF           | DNF           |
| Michał Kłusak           | Kombination  | 1:22,64 min | 46      | DNF         | DNF     | ausgeschieden | ausgeschieden |

### Skilanglauf
| Athleten                                                            | Wettbewerbe      | Zeit        | Rang |
| ------------------------------------------------------------------- | ---------------- | ----------- | ---- |
| Frauen                                                              |                  |             |      |
| Martyna Galewicz                                                    | 10 km Freistil   | 29:23,3 min | 64   |
| Martyna Galewicz                                                    | 15 km Skiathlon  | 44:51,3 min | 41   |
| Sylwia Jaśkowiec                                                    | 10 km Freistil   | 27:21,5 min | 24   |
| Sylwia Jaśkowiec                                                    | 15 km Skiathlon  | 43:56,3 min | 30   |
| Justyna Kowalczyk                                                   | 15 km Skiathlon  | 42:30,8 min | 17   |
| Justyna Kowalczyk                                                   | 30 km klassisch  | 1:27:21,8 h | 14   |
| Ewelina Marcisz                                                     | 10 km Freistil   | 28:10,0 min | 42   |
| Ewelina Marcisz                                                     | 15 km Skiathlon  | 43:56,7 min | 31   |
| Ewelina Marcisz Justyna Kowalczyk Martyna Galewicz Sylwia Jaśkowiec | 4 × 5 km Staffel | 54:30,9 min | 10   |
| Männer                                                              |                  |             |      |
| Dominik Bury                                                        | 15 km Freistil   | 36:11,1 min | 33   |
| Dominik Bury                                                        | 30 km Skiathlon  | 1:23:20,3 h | 52   |
| Kamil Bury                                                          | 15 km Freistil   | 38:38,7 min | 78   |
| Maciej Staręga                                                      | 15 km Freistil   | 38:58,9 min | 82   |

| Athleten                           | Wettbewerbe      | Qualifikation | Qualifikation | Viertelfinale | Viertelfinale | Halbfinale    | Halbfinale    | Finale        | Finale        | Rang |
| Athleten                           | Wettbewerbe      | Zeit          | Rang          | Zeit          | Rang          | Zeit          | Rang          | Zeit          | Rang          | Rang |
| ---------------------------------- | ---------------- | ------------- | ------------- | ------------- | ------------- | ------------- | ------------- | ------------- | ------------- | ---- |
| Frauen                             |                  |               |               |               |               |               |               |               |               |      |
| Sylwia Jaśkowiec                   | Sprint klassisch | 3:27,94 min   | 37            | ausgeschieden | ausgeschieden | ausgeschieden | ausgeschieden | ausgeschieden | ausgeschieden | 37   |
| Justyna Kowalczyk                  | Sprint klassisch | 3:20,00 min   | 22            | 3:17,47 min   | 5             | ausgeschieden | ausgeschieden | ausgeschieden | ausgeschieden | 22   |
| Ewelina Marcisz                    | Sprint klassisch | 3:28,11 min   | 38            | ausgeschieden | ausgeschieden | ausgeschieden | ausgeschieden | ausgeschieden | ausgeschieden | 38   |
| Sylwia Jaśkowiec Justyna Kowalczyk | Teamsprint       | −             | −             | −             | −             | 16:35,19 min  | 5             | 16:32,48 min  | 7             | 7    |
| Männer                             |                  |               |               |               |               |               |               |               |               |      |
| Kamil Bury                         | Sprint klassisch | 3:17,15 min   | 28            | 3:25,79 min   | 6             | ausgeschieden | ausgeschieden | ausgeschieden | ausgeschieden | 30   |
| Maciej Staręga                     | Sprint klassisch | 3:19,42 min   | 39            | ausgeschieden | ausgeschieden | ausgeschieden | ausgeschieden | ausgeschieden | ausgeschieden | 38   |
| Dominik Bury Maciej Staręga        | Teamsprint       | −             | −             | −             | −             | 16:21,83 min  | 7             | ausgeschieden | ausgeschieden | 13   |

### Skispringen
| Athleten                                         | Wettbewerbe            | Qualifikation | Qualifikation | Qualifikation | 1. Durchgang                    | 1. Durchgang            | 1. Durchgang | 2. Durchgang            | 2. Durchgang            | 2. Durchgang  | Gesamt | Gesamt |
| Athleten                                         | Wettbewerbe            | Weite         | Punkte        | Rang          | Weite                           | Punkte                  | Rang         | Weite                   | Punkte                  | Rang          | Punkte | Rang   |
| ------------------------------------------------ | ---------------------- | ------------- | ------------- | ------------- | ------------------------------- | ----------------------- | ------------ | ----------------------- | ----------------------- | ------------- | ------ | ------ |
| Männer                                           |                        |               |               |               |                                 |                         |              |                         |                         |               |        |        |
| Stefan Hula                                      | Normalschanze          | 100,5 m       | 122,7         | 9             | 111,0 m                         | 131,8                   | 1            | 105,5 m                 | 117,0                   | 11            | 248,8  | 5      |
| Stefan Hula                                      | Großschanze            | 127,0 m       | 110,4         | 18            | 132,0 m                         | 131,2                   | 12           | 129,5 m                 | 122,2                   | 16            | 253,4  | 15     |
| Maciej Kot                                       | Normalschanze          | 99,0 m        | 122,0         | 11            | 99,0 m                          | 109,6                   | 20           | 102,0 m                 | 107,4                   | 19            | 217,0  | 19     |
| Maciej Kot                                       | Großschanze            | 138,0 m       | 124,8         | 8             | 128,5 m                         | 124,2                   | 17           | 129,5 m                 | 120,4                   | 18            | 244,6  | 19     |
| Dawid Kubacki                                    | Normalschanze          | 104,5 m       | 129,6         | 3             | 88,0 m                          | 92,0                    | 35           | ausgeschieden           | ausgeschieden           | ausgeschieden | 92,0   | 35     |
| Dawid Kubacki                                    | Großschanze            | 127,0 m       | 114,7         | 14            | 134,5 m                         | 137,4                   | 5            | 126,0 m                 | 120,6                   | 17            | 258,0  | 10     |
| Kamil Stoch                                      | Normalschanze          | 104,0 m       | 131,7         | 2             | 106,5 m                         | 125,9                   | 2            | 105,5 m                 | 123,4                   | 6             | 249,3  | 4      |
| Kamil Stoch                                      | Großschanze            | 131,5 m       | 125,6         | 7             | 135,0 m                         | 143,8                   | 1            | 136,5 m                 | 141,9                   | 3             | 285,7  | Gold   |
| Maciej Kot Stefan Hula Dawid Kubacki Kamil Stoch | Großschanze Mannschaft | –             | –             | –             | 129,5 m 130,0 m 138,5 m 139,0 m | 128,3 129,8 139,7 143,1 | 3            | 133,0 m 134,0 m 134,5 m | 127,0 134,8 135,3 134,4 | 3             | 1072,4 | Bronze |

### Snowboard
| Athleten           | Wettbewerbe           | Qualifikation | Qualifikation | Achtelfinale   | Achtelfinale  | Viertelfinale | Viertelfinale | Halbfinale    | Halbfinale    | Finale/Platz 3 | Finale/Platz 3 | Rang          |
| Athleten           | Wettbewerbe           | Gegner        | Zeit          | Gegner         | Zeit          | Gegner        | Zeit          | Gegner        | Zeit          | Gegner         | Zeit           | Rang          |
| ------------------ | --------------------- | ------------- | ------------- | -------------- | ------------- | ------------- | ------------- | ------------- | ------------- | -------------- | -------------- | ------------- |
| Frauen             |                       |               |               |                |               |               |               |               |               |                |                |               |
| Weronika Biela     | Parallel-Riesenslalom | 1:35,92 min   | 24            | ausgeschieden  | ausgeschieden | ausgeschieden | ausgeschieden | ausgeschieden | ausgeschieden | ausgeschieden  | ausgeschieden  | 24            |
| Aleksandra Król    | Parallel-Riesenslalom | 1:33,13 min   | 10            | Julie Zogg     | +0,70 s       | ausgeschieden | ausgeschieden | ausgeschieden | ausgeschieden | ausgeschieden  | ausgeschieden  | 11            |
| Karolina Sztokfisz | Parallel-Riesenslalom | DSQ           | DSQ           | ausgeschieden  | ausgeschieden | ausgeschieden | ausgeschieden | ausgeschieden | ausgeschieden | ausgeschieden  | ausgeschieden  | ausgeschieden |
| Männer             |                       |               |               |                |               |               |               |               |               |                |                |               |
| Oskar Kwiatkowski  | Parallel-Riesenslalom | 1:25,72 min   | 13            | Sylvain Dufour | +0,10 s       | ausgeschieden | ausgeschieden | ausgeschieden | ausgeschieden | ausgeschieden  | ausgeschieden  | 13            |

| Athleten        | Wettbewerbe    | Qualifikation | Qualifikation | Achtelfinale | Viertelfinale | Halbfinale    | Finale A/B    | Rang |
| Athleten        | Wettbewerbe    | Zeit          | Rang          | Rang         | Rang          | Rang          | Rang          | Rang |
| --------------- | -------------- | ------------- | ------------- | ------------ | ------------- | ------------- | ------------- | ---- |
| Frauen          |                |               |               |              |               |               |               |      |
| Zuzanna Smykała | Snowboardcross | 1:23,41 min   | 23            | –            | 5             | ausgeschieden | ausgeschieden | 20   |
| Männer          |                |               |               |              |               |               |               |      |
| Mateusz Ligocki | Snowboardcross | 1:19,22 min   | 39            | 3            | 5             | ausgeschieden | ausgeschieden | 20   |